# Шоркино (Чебоксарский район)
Шо́ркино (чув. Шоркка) — деревня в составе Сарабакасинского сельского поселения Чебоксарского района Чувашии.

## География
Расстояние до Чебоксар 20 км, до районного центра — посёлка Кугеси — 8 км, до железнодорожной станции (разъезд Шоркино) 3 км. Деревня расположена при безымянном притоке реки Рыкша, около железной дороги «Канаш — Чебоксары». В лесном массиве южнее деревни берёт начало река Кунар (приток Унги).
Часовой пояс
Деревня Шоркино, как и вся Чувашская Республика, находится в часовой зоне МСК (московское время). Смещение применяемого времени относительно UTC составляет +3:00.
Административно-территориальная принадлежность
В составе: Кувшинской, Тогашевской волостей Чебоксарского уезда, Чебоксарского района (с 1 октября 1927 года). Сельские советы: с 1 октября 1927 года — Шоркинский, с 14 июня 1954 года — Икковский, с 1 октября 1959 года — Сарабакасинский:279.

## Топонимика
Название произошло от мужского языческого имени «Шора», или имени женщины — Шуркка (Александра), или фамильного прозвища Шоркка.
Исторические названия
Первая Иккова, Шаракасы, Шоркин (Шоркакасы). 

## История
Жители до 1724 года — ясачные, до 1866 года — государственные крестьяне; занимались земледелием, животноводством, бурлачеством, лесоразработкой, кулеткачеством. В 1890-х годах функционировала двухклассная земская школа. 

В 1930 году образован колхоз «Победа», в 1930-е годы действовала промысловая артель по выработке рогож и кулей (в 1925 году в рогожно-кулеткацком производстве было занято 59 дворов, в них 177 человек). В 1951 году к колхозу «Победа» примкнули жители деревни Тохмеево, в 1959 году колхоз «Победа» включен в колхоз «Звезда» (с центром в деревне Сятракасы). По состоянию на 1 мая 1981 года населённые пункты Сарабакасинского сельского совета (в том числе деревня Шоркино) — в составе колхоза «Звезда»:105. В 1982 году укрупненный колхоз реорганизован в совхоз «Дружба» по птицеводству. 
Религия
В конце XIX — начале XX века жители деревни были прихожанами Введенской церкви села Икково (Введенское) (Построена не позднее 1780 года; вновь отстроена в 1886 году на средства купца П.Е. Ефремова. Церковь деревянная однопрестольная в честь Введения во храм Пресвятой Богородицы. Закрыта в 1929 году, не сохранилась.).

## Население
| 2010 | 2012 |
| ---- | ---- |
| 379  | ↗413 |

По данным Всероссийской переписи населения 2002 года в деревне проживали 414 человек, преобладающая национальность — чуваши (95%).

## Инфраструктура

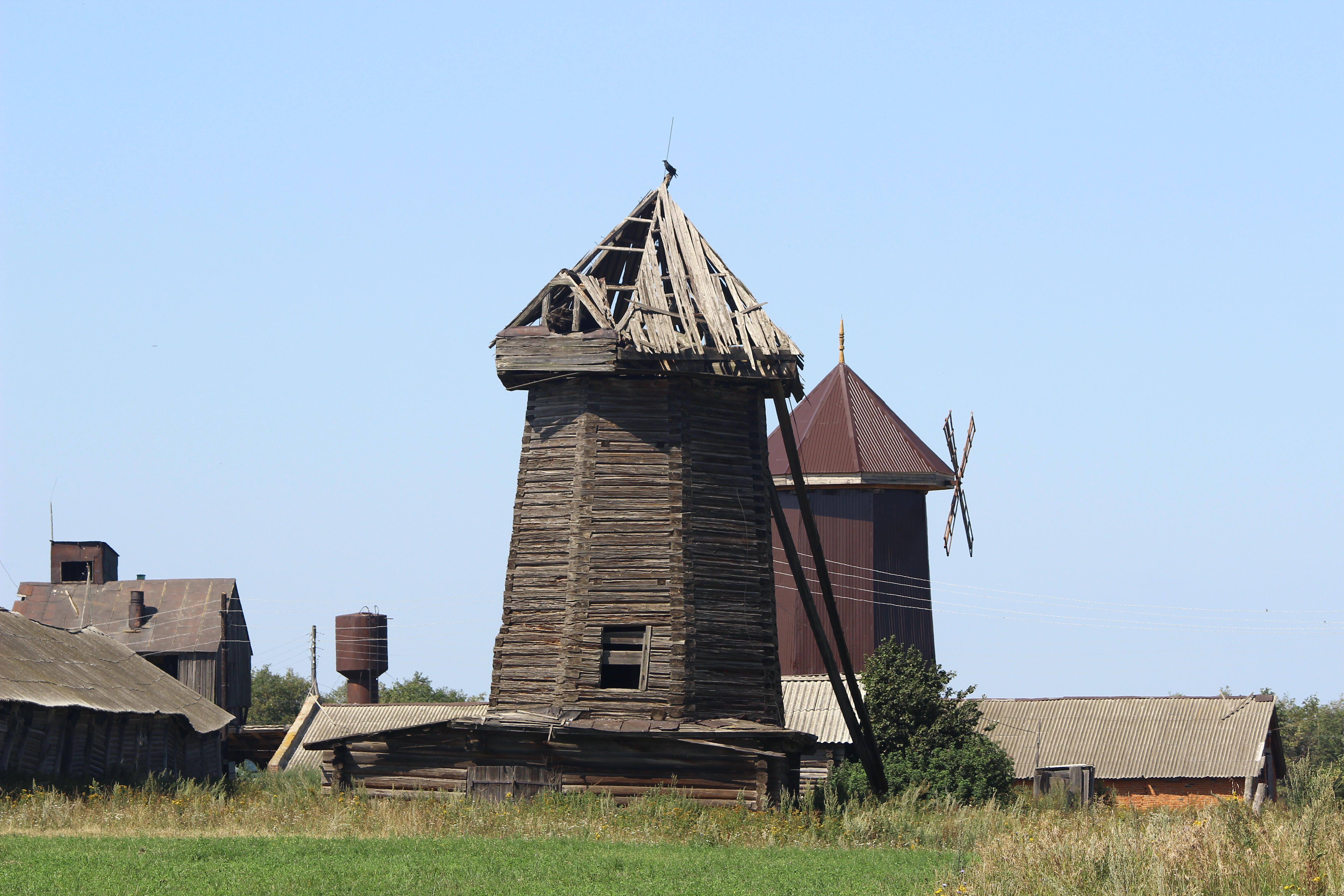
Ветряные мельницы рядом с деревней

Функционирует КФХ «Чернуха» (по состоянию на 2010 год). Имеются библиотека, фельдшерский пункт, клуб, спортплощадка, 2 магазина.
Памятники и памятные места
- Памятник воинам, павшим в Великой Отечественной войне (ул. Ворошилова)[15].
- Памятник основателям деревни Шоркино[16].
- Шоркинский комплекс памятников — группа археологических объектов близ Шоркино, состоит из 5 поселений эпохи бронзы и курганного могильника[17].

## Люди, связанные с деревней
- Капитонов Александр Капитонович (1884, Кугесево, Чебоксарский уезд — 1967, Кугеси, Чебоксарский район] — учитель. В 1928—1930 годах — заместитель директора школы в деревне Шоркино Чебоксарского района. Заслуженный  учитель школы РСФСР (1949). Награждён орденом Ленина, медалями[18].
- Трифонов Павел Трифонович (1911, Шоркино, Чебоксарский уезд — 1974, с. Синьялы, Чебоксарский район) — педагог, краевед. В 1928—1933 годах учитель Шоркинской школы. Участник Великой Отечественной войны (1942—1943). Автор книг «Внеклассная краеведческая работа в Икковской средней школе Чувашской АССР» (1960), «Опыт краеведческой работы по истории в сельской школе» (1969), публикаций в газетах и журналах. В 1950—60-х годах участвовал в работах археологических экспедиций под руководством Н.В. Трубниковой, Н.Я. Мерперта, В.Ф. Каховского. Выявил и описал в северных и северо-западных районах Чувашии более 200 археологических памятников[19].

## Прочее
Сохранились остовы двух ветряных мельниц шатрового типа, построенных в начале XX века жителями деревни, крестьянами Степановыми.